# Danh sách loài nấm psilocybin
Nấm psilocybin là loại nấm có chứa các chất gây ảo giác psilocybin, psilocin, baeocystin và norbaeocystin. Nấm được thu thập và trồng làm chất entheogen (chất nghi lễ tâm linh) và chất giải trí, mặc dù bị cấm ở nhiều quốc gia. Nhiều loại nấm psilocybin thuộc chi Psilocybe, dù nhiều loài thuộc vài chi khác cũng có chứa các chất này.

## Các chi
- Conocybe
- Galerina
- Gymnopilus
- Inocybe
- Panaeolus
- Pholiotina
- Pluteus
- Psilocybe

## Conocybe
- Conocybe siligineoides R. Heim
- Conocybe velutipes (Velen.) Hauskn. & Svrcek

## Galerina
- Galerina steglichii Besl[1][2][3]

## Gymnopilus

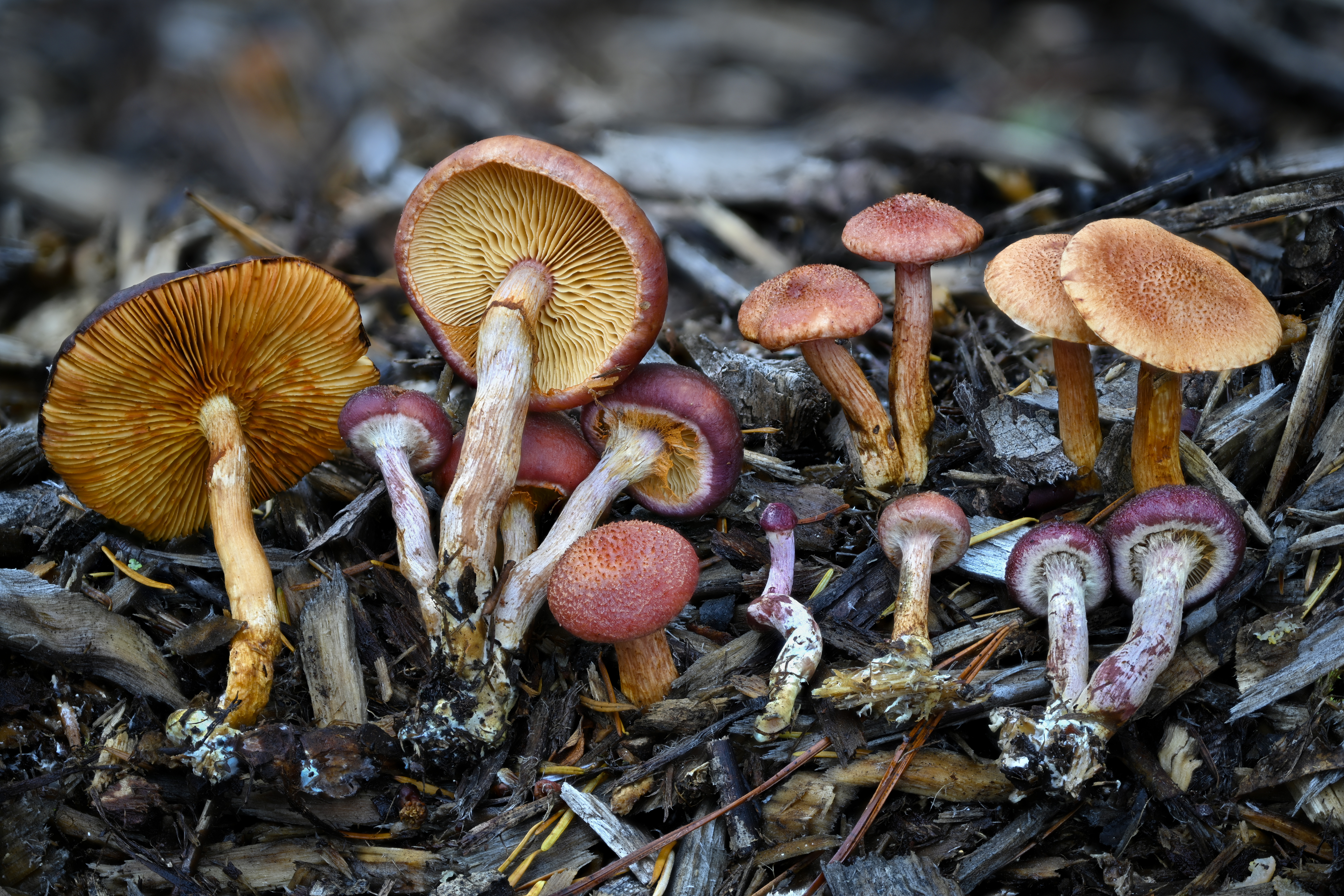
Gymnopilus luteofolius

- Gymnopilus aeruginosus (Peck) Singer[1] (hình)
- Gymnopilus braendlei (Peck) Hesler[1]
- Gymnopilus cyanopalmicola Guzm.-Dáv[4]
- Gymnopilus dilepis (Berk. & Broome) Singer
- Gymnopilus dunensis H. Bashir, Jabeen & Khalid [5]
- Gymnopilus intermedius (Singer) Singer[1]
- Gymnopilus lateritius (Pat.) Murrill[1]
- Gymnopilus luteofolius (Peck) Singer[1] (hình)
- Gymnopilus luteoviridis Thiers[1] (hình)
- Gymnopilus luteus (Peck) Hesler[1] (hình)
- Gymnopilus palmicola Murrill
- Gymnopilus purpuratus (Cooke & Massee) Singer[1] (hình)
- Gymnopilus subpurpuratus Guzmán-Davalos & Guzmán[1]
- Gymnopilus subspectabilis Hesler
- Gymnopilus validipes (Peck) Hesler[1]
- Gymnopilus viridans Murrill[1]

## Inocybe
- Inocybe aeruginascens Babos

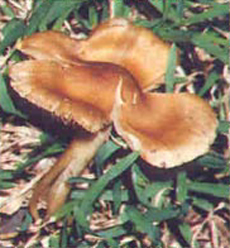
Inocybe aeruginascens

- Inocybe caerulata Matheny, Bougher & G.M. Gates
- Inocybe coelestium Kuyper
- Inocybe corydalina
  - Inocybe corydalina var. corydalina Quél.
  - Inocybe corydalina var. erinaceomorpha (Stangl & J. Veselsky) Kuyper
- Inocybe haemacta (Berk. & Cooke) Sacc.
- Inocybe tricolor Kühner

Hầu hết các loài trong chi này có độc.

## Panaeolus

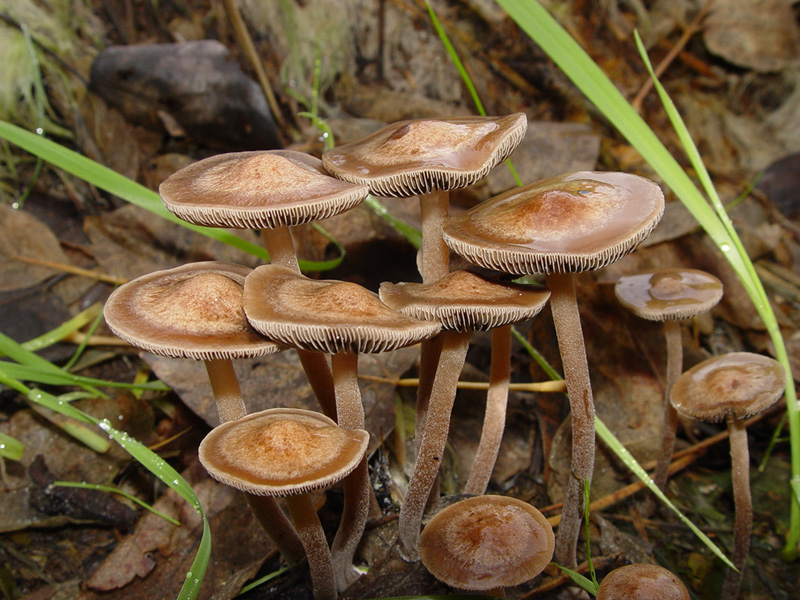
Panaeolus cinctulus

- Panaeolus affinis (E. Horak) Ew. Gerhardt
- Panaeolus africanus Ola'h
- Panaeolus axfordii Y. Hu, S.C. Karunarathna, P.E. Mortimer & J.C. Xu [7]
- Panaeolus bisporus (Malencon and Bertault) Singer and Weeks
- Panaeolus cambodginiensis (OlaĽh et Heim) Singer & Weeks. (Merlin & Allen, 1993)
- Panaeolus chlorocystis (Singer & R.A. Weeks) Ew. Gerhardt
- Panaeolus cinctulus (Bolton) Britzelm.
- Panaeolus cyanescens (Berk. & Broome) Sacc.
- Panaeolus fimicola (Fr.) Gillet
- Panaeolus lentisporus Ew. Gerhardt
- Panaeolus microsporus Ola'h & Cailleux
- Panaeolus moellerianus Singer
- Panaeolus olivaceus F.H. Møller
- Panaeolus rubricaulis Petch[8] (= Panaeolus campanuloides Guzmán & K. Yokoy.)
- Panaeolus tirunelveliensis (Natarajan & Raman) Ew. Gerhardt
- Panaeolus tropicalis Ola'h
- Panaeolus venezolanus Guzmán (= Panaeolus annulatus Natarajan & Raman)

## Pholiotina
- Pholiotina cyanopus Stamets
- Pholiotina smithii (Watling) Enderle (Galera cyanopes Kauffman, Conocybe smithii Watling)

## Pluteus

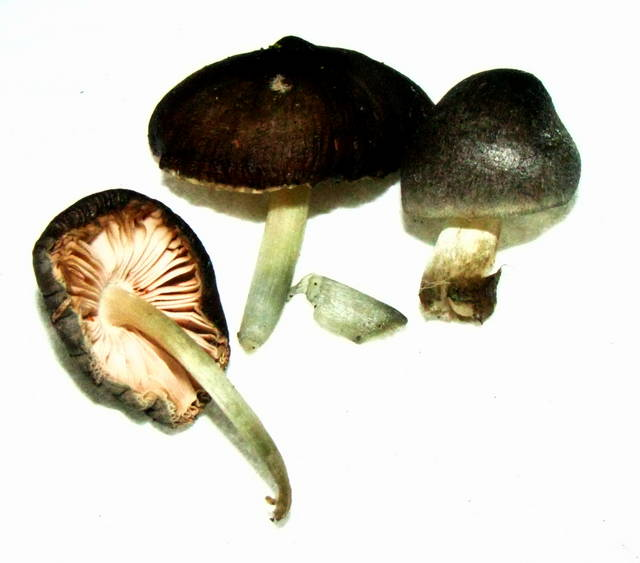
Pluteus americanus

- Pluteus albostipitatus (Dennis) Singer
- Pluteus americanus (P. Banerjee & Sundb.) Justo, E.F. Malysheva & Minnis (2014)
- Pluteus brunneidiscus Murrill (1917).
- Pluteus cyanopus Quél.
- Pluteus glaucus Singer
- Pluteus glaucotinctus E. Horak
- Pluteus nigroviridis Babos
- Pluteus phaeocyanopus Minnis & Sundb.
- Pluteus salicinus (Pers. : Fr.) P. Kumm.
- Pluteus saupei Justo & Minnis
- Pluteus velutinornatus G. Stev. 1962.
- Pluteus villosus (Bull.) Quél.

## Psilocybe
A B C D E F G H I J K L M N O P Q R S T U V W X Y Z

### A

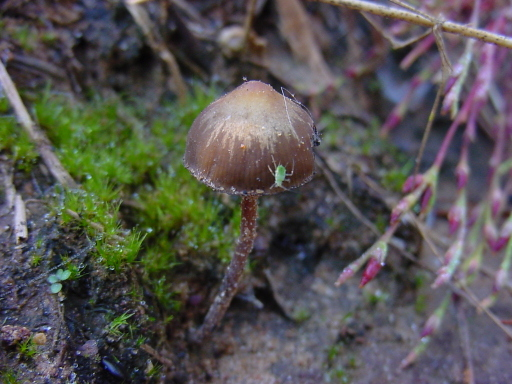
Psilocybe atlantis

- Psilocybe acutipilea (Speg.) Guzmán
- Psilocybe allenii Borov., Rockefeller & P.G.Werner
- Psilocybe alutacea Y.S. Chang & A.K. Mills
- Psilocybe angulospora Yen W. Wang & S.S. Tzean
- Psilocybe antioquiensis Guzmán, Saldarriaga, Pineda, García & Velázquez
- Psilocybe araucariicola P. S. Silva & Ram.-Cruz
- Psilocybe atlantis Guzmán, Hanlin & C. White
- Psilocybe aquamarina (Pegler) Guzmán
- Psilocybe armandii Guzmán & S.H. Pollock
- Psilocybe aucklandiae Guzmán, C.C. King & Bandala
- Psilocybe aztecorum[9]
  - Psilocybe aztecorum var. aztecorum[10]
  - Psilocybe aztecorum var. bonetii (Guzmán) Guzmán
- Psilocybe azurescens Stamets & Gartz

### B
- Psilocybe baeocystis Singer & A.H. Sm. emend. Guzmán
- Psilocybe banderillensis Guzmán
- Psilocybe brasiliensis Guzmán
- Psilocybe brunneocystidiata Guzmán & Horak

### C

Psilocybe cubensis

- Psilocybe caeruleoannulata Singer ex Guzmán
- Psilocybe caerulescens
  - Psilocybe caerulescens var. caerulescens Murrill
  - Psilocybe caerulescens var. ombrophila (R. Heim) Guzmán
- Psilocybe caerulipes (Peck) Sacc.
- Psilocybe callosa[10]
- Psilocybe carbonaria Singer
- Psilocybe chuxiongensis T.Ma & K.D.Hyde
- Psilocybe collybioides Singer & A.H. Sm.
- Psilocybe columbiana Guzmán
- Psilocybe congolensis Guzmán, S.C. Nixon & Cortés-Pérez [11]
- Psilocybe cordispora R. Heim
- Psilocybe cubensis (Earle) Singer
- Psilocybe cyanescens Wakef. (non-sensu Krieglsteiner)
- Psilocybe cyanofibrillosa Guzmán & Stamets

### D
- Psilocybe dumontii Singer ex Guzmán

### E
- Psilocybe egonii Guzmán & T.J. Baroni
- Psilocybe eximia E. Horak & Desjardin

### F
- Psilocybe fagicola
  - Psilocybe fagicola var. fagicola
  - Psilocybe fagicola var. mesocystidiata Guzmán
- Psilocybe farinacea Rick ex Guzmán
- Psilocybe fimetaria (P.D. Orton) Watling
- Psilocybe fuliginosa (Murrill) A.H. Sm.
- Psilocybe furtadoana Guzmán

### G
- Psilocybe galindoi Guzmán
- Psilocybe gallaeciae Guzmán & M.L. Castro
- Psilocybe graveolens Peck
- Psilocybe guatapensis Guzmán, Saldarriaga, Pineda, García & Velázquez
- Psilocybe guilartensis Guzmán, Tapia & Nieves-Rivera

### H
- Psilocybe heimii Guzmán
- Psilocybe herrerae Guzmán
- Psilocybe hispanica Guzmán
- Psilocybe hoogshagenii
  - Psilocybe hoogshagenii var. hoogshagenii "(= Psilocybe caerulipes var. gastonii Singer, Psilocybe zapotecorum R. Heim s. Singer)"
  - Psilocybe hoogshagenii var. convexa Guzmán (= Psilocybe semperviva R. Heim & Cailleux)
- Psilocybe hopii Guzmán & J. Greene [12]

### I
- Psilocybe inconspicua Guzmán & Horak
- Psilocybe indica Sathe & J.T. Daniel
- Psilocybe isabelae Guzmán

### J
- Psilocybe jacobsii Guzmán
- Psilocybe jaliscana Guzmán

### K
- Psilocybe kumaenorum R. Heim

### L
- Psilocybe laurae Guzmán
- Psilocybe lazoi Singer
- Psilocybe liniformans
  - Psilocybe liniformans var. liniformans
  - Psilocybe liniformans var. americana Guzmán & Stamets

### M
- Psilocybe mairei Singer

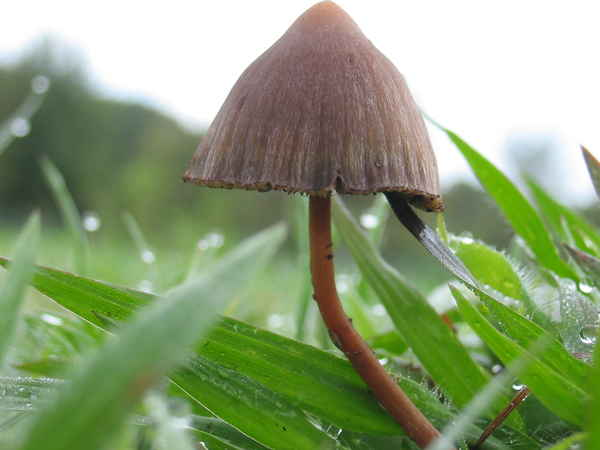
Psilocybe mexicana

- Psilocybe makarorae Johnst. & Buchanan[13]
- Psilocybe mammillata (Murrill) A.H. Sm.
- Psilocybe medullosa (Bres.) Borovička
- Psilocybe meridensis Guzmán
- Psilocybe meridionalis Guzmán, Ram.-Guill. & Guzm.-Dáv.
- Psilocybe mescaleroensis Guzmán, Walstad, E. Gándara & Ram.-Guill.
- Psilocybe mexicana R. Heim
- Psilocybe moseri Guzmán
- Psilocybe muliercula Singer & A.H. Sm. (= Psilocybe wassonii R. Heim)

### N
- Psilocybe naematoliformis Guzmán
- Psilocybe natalensis Gartz, Reid, Smith & Eicker
- Psilocybe natarajanii Guzmán (= Psilocybe aztecorum var. bonetii (Guzmán) Guzmán s. Natarajan & Raman)
- Psilocybe neorhombispora Guzmán & Horak
- Psilocybe neoxalapensis Guzmán, Ram.-Guill. & Halling

### O

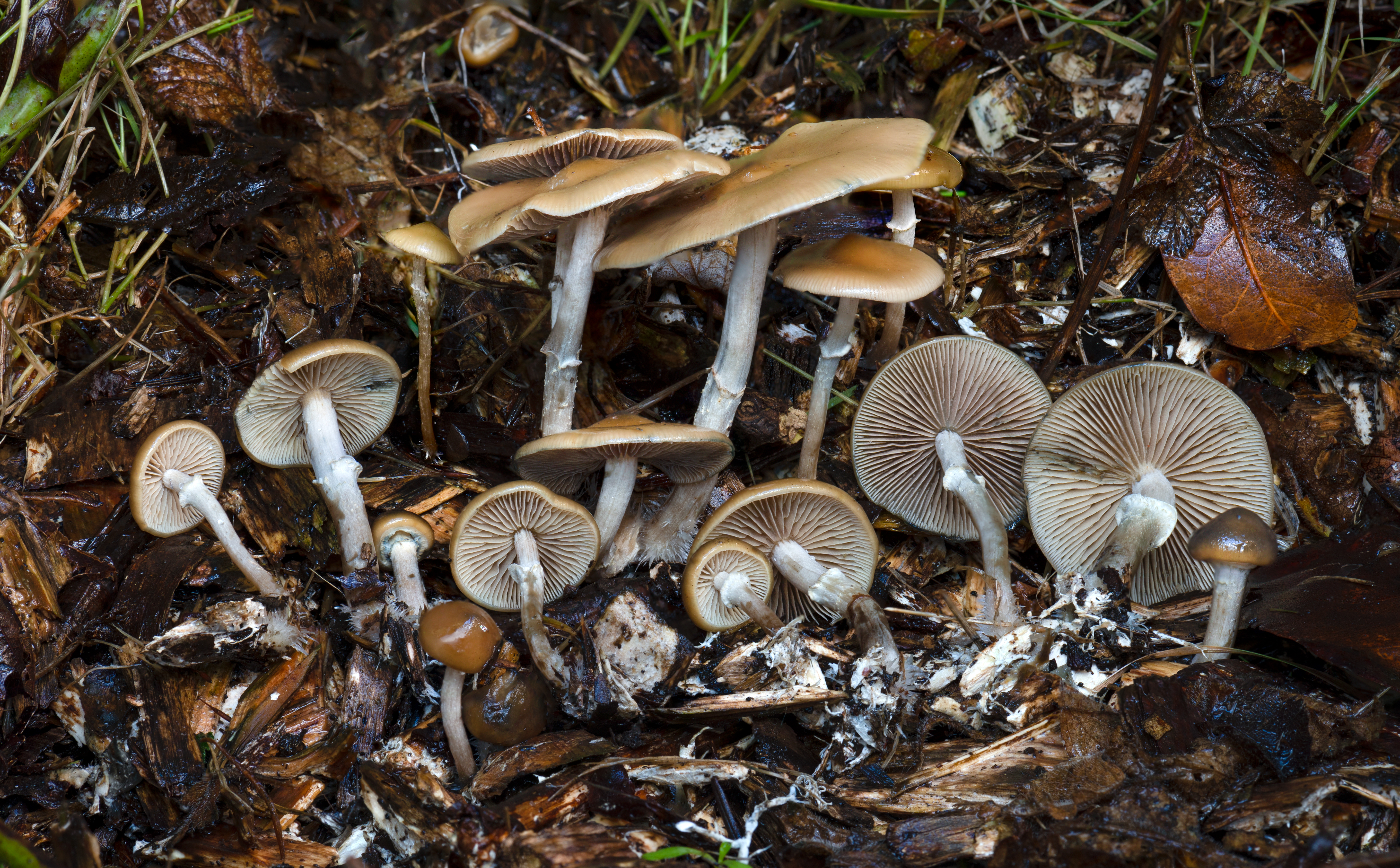
Psilocybe ovoideocystidiata

- Psilocybe ovoideocystidiata Guzmán et Gaines

### P
- Psilocybe papuana Guzmán & Horak
- Psilocybe paulensis (Guzmán & Bononi) Guzmán (= Psilocybe banderiliensis var. paulensis Guzmán & Bononi)
- Psilocybe pelliculosa (A.H. Sm.) Singer & A.H. Sm.
- Psilocybe pintonii Guzmán
- Psilocybe pleurocystidiosa Guzmán
- Psilocybe plutonia (Berk. & M.A. Curtis) Sacc.
- Psilocybe portoricensis Guzmán, Tapia & Nieves-Rivera
- Psilocybe pseudoaztecorum Natarajan & Raman
- Psilocybe puberula Bas & Noordel.

### Q
- Psilocybe quebecensis Ola'h & R. Heim

### R
- Psilocybe rickii Guzmán & Cortez
- Psilocybe rostrata (Petch) Pegler
- Psilocybe rzedowskii Guzmán

### S

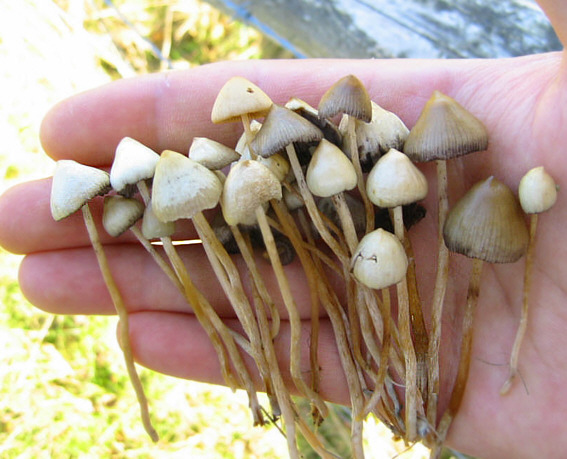
Một số ít Psilocybe semilanceata mới hái, đôi khi được gọi là Liberty Caps.

- Psilocybe samuiensis Guzmán, Bandala & Allen
- Psilocybe schultesii Guzmán & S.H. Pollock
- Psilocybe semilanceata (Fr. : Secr.) P. Kumm.
- Psilocybe septentrionalis (Guzmán) Guzmán (= Psilocybe subaeriginascens Höhn. var. septentrionalis Guzmán)
- Psilocybe serbica Moser & Horak (non ss. Krieglsteiner)
- Psilocybe sierrae Singer (= Psilocybe subfimetaria Guzmán & A.H. Sm.)
- Psilocybe silvatica (Peck) Singer & A.H. Sm.
- Psilocybe singeri Guzmán
- Psilocybe strictipes Singer & A.H. Sm.
- Psilocybe stuntzii Guzman & Ott
- Psilocybe subacutipilea Guzmán, Saldarriaga, Pineda, García & Velázquez
- Psilocybe subaeruginascens Hohnel
- Psilocybe subaeruginosa Cleland
- Psilocybe subbrunneocystidiata P.S. Silva & Guzmán
- Psilocybe subcaerulipes Hongo
- Psilocybe subcubensis Guzmán[14]
- Psilocybe subpsilocybioides Guzmán, Lodge & S.A. Cantrell
- Psilocybe subtropicalis Guzmán

### T

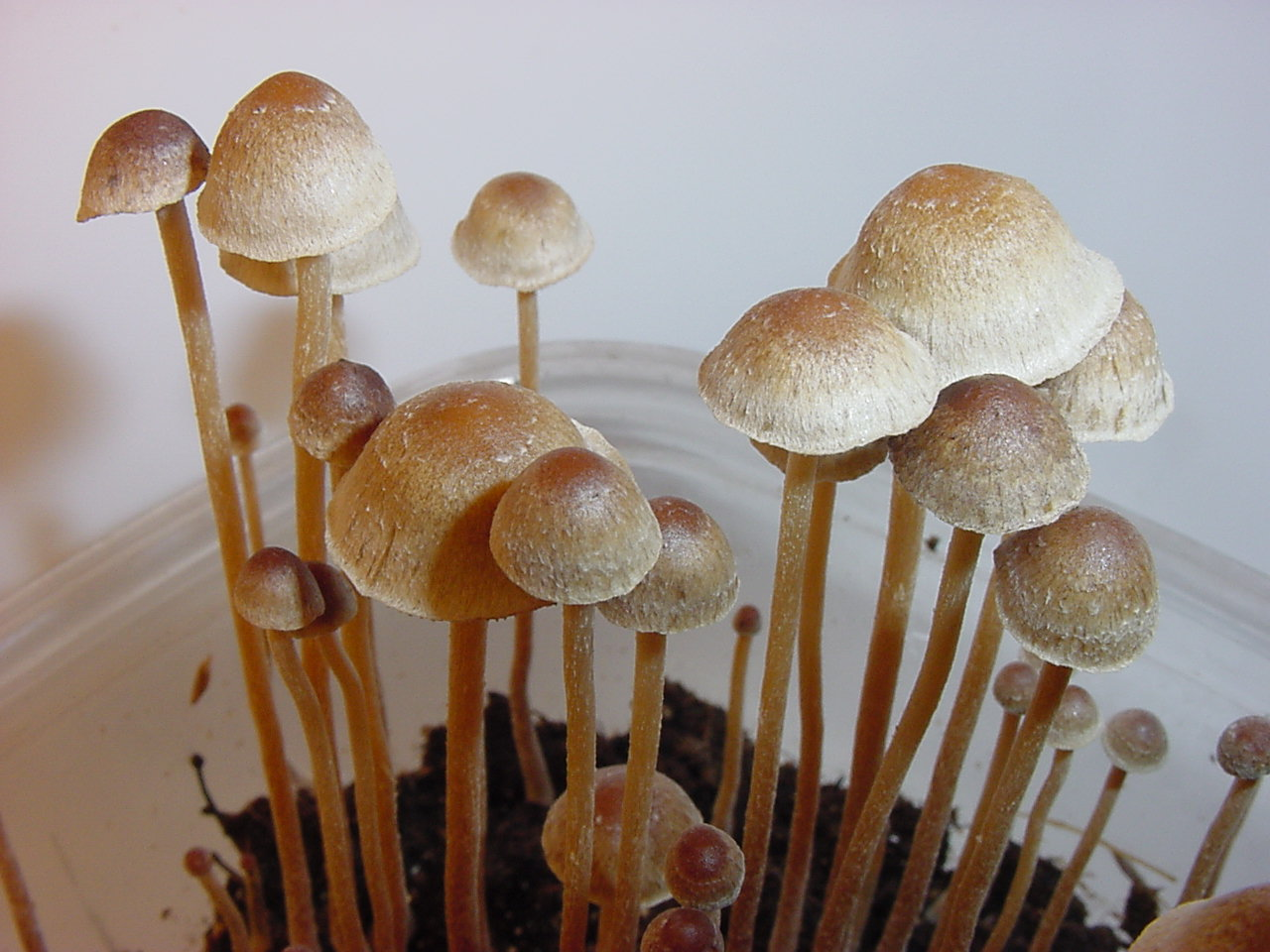
Psilocybe tampanensis

- Psilocybe tampanensis Guzmán & S.H. Pollock (hình)
- Psilocybe tasmaniana Guzmán & Watling (1978)
- Psilocybe thaiaerugineomaculans Guzmán, Karunarathna & Ram.-Guill.
- Psilocybe thaicordispora Guzmán, Ram.-Guill. & Karun.
- Psilocybe thaiduplicatocystidiata Guzmán, Karun. & Ram.-Guill.

### U
- Psilocybe uruguayensis Singer ex Guzmán
- Psilocybe uxpanapensis Guzmán

### V
- Psilocybe venenata (S. Imai) Imaz. & Hongo (= Psilocybe fasciata Hongo; Stropharia caerulescens S. Imai)

### W

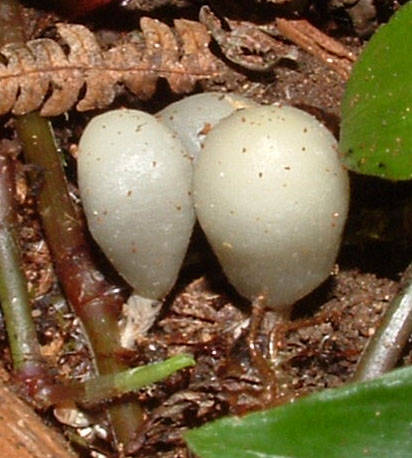
Psilocybe weraroa

- Psilocybe wassoniorum Guzmán & S.H. Pollock
- Psilocybe wayanadensis K.A. Thomas, Manim. & Guzmán
- Psilocybe weilii Guzmán, Tapia & Stamets (hình)
- Psilocybe weldenii Guzmán
- Psilocybe weraroa Borovicka, Oborník & Noordel.

### X
- Psilocybe xalapensis Guzmán & A. López

### Y
- Psilocybe yungensis Singer & A.H. Sm.

### Z

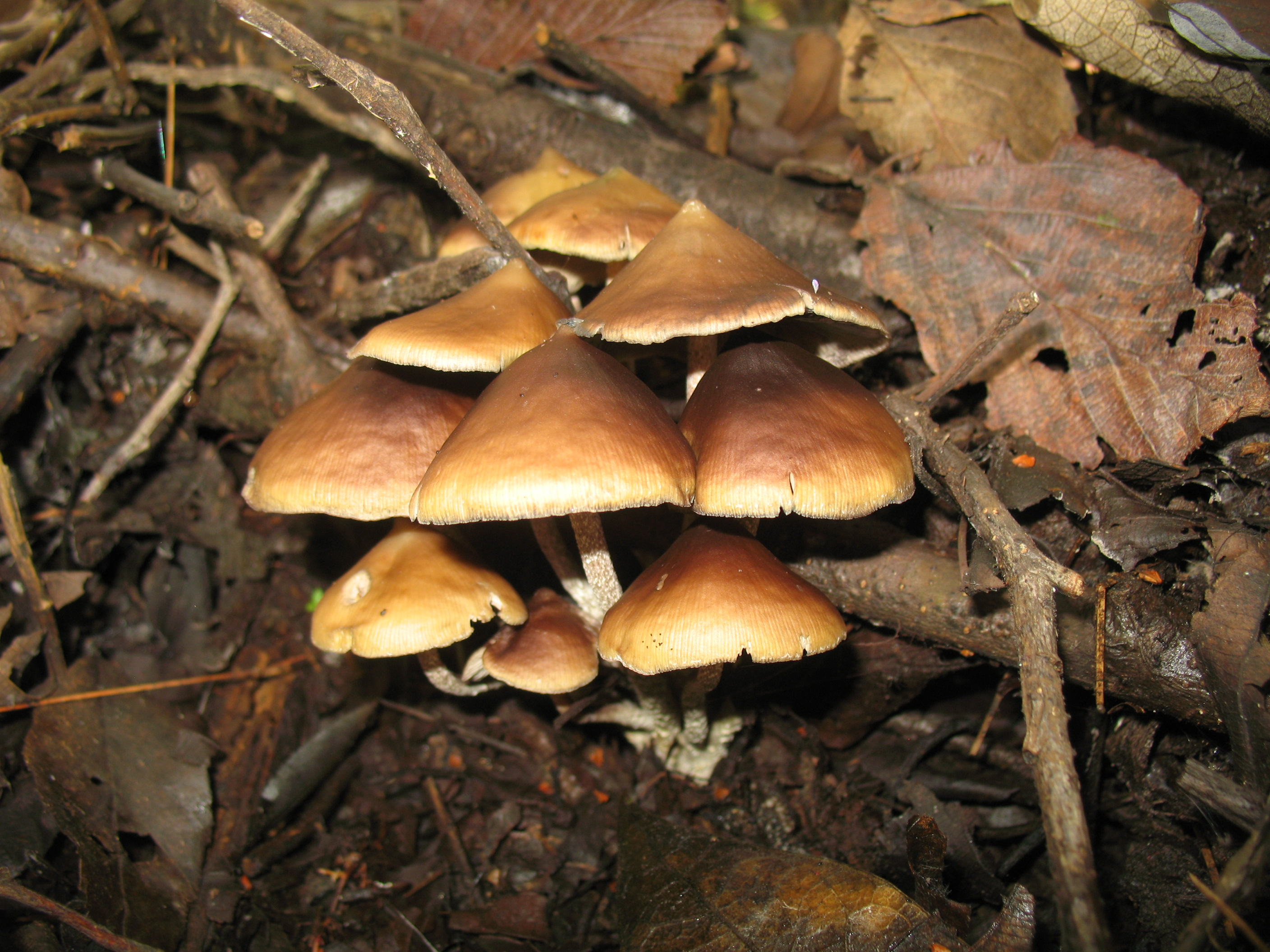
Psilocybe zapotecorum

- Psilocybe zapotecoantillarum Guzmán, T.J. Baroni & Lodge
- Psilocybe zapotecocaribaea Guzmán, Ram.-Guill. & T.J. Baroni
- Psilocybe zapotecorum[15]